# Alain Ledoux
 (février 2018).
Si vous disposez d'ouvrages ou d'articles de référence ou si vous connaissez des sites web de qualité traitant du thème abordé ici, merci de compléter l'article en donnant les références utiles à sa vérifiabilité et en les liant à la section « Notes et références ».
Alain Ledoux (9 octobre 1952 - 16 octobre 2008) est un joueur de tennis de table belge qui a participé à plusieurs Jeux paralympiques où il a gagné trois médailles de bronze. Il est le père de Marc Ledoux, également médaillé olympique dans le même sport.

## Biographie
Alain Ledoux est né à Strépy-Bracquegnies en Belgique le 9 octobre 1952. Il est le fils de Charles Ledoux et de Francette Scheerlinck  (1921-2014). A l'âge de 7 ans, il est atteint de la polio et perd l'usage de ses jambes. À la suite du divorce de ses parents, il fut élevé par sa mère qui se battit pour qu'il puisse suivre des cours dans des écoles normales malgré son handicap. 
Alain Ledoux a été en couple avec Marianne Desmet (1957-2000) de 1973 jusqu'à leur séparation en 1998. Ils ont eu un enfant, Marc. Alain Ledoux a été professeur d'anglais et de néerlandais en enseignement secondaire ainsi que professeur de morale (équivalent laïque des cours de religion en Belgique) en enseignement primaire de 1975 à 2008.

## Carrière sportive
Alain Ledoux commence à jouer au ping-pong à l'âge  de 9 ans à  l'hôpital Brugmann de Bruxelles, où  il est hospitalisé. En 1982, il fonde un club  handisport à La Louvière: l'ELSH (Entente louvièroise des sportifs handicapés). En 1985, il cofonde un club valide, la Palette  2Haines. Il y deviendra sélectionneur jusqu'à son décès et fera monter son équipe première avec son fils comme premier joueur en Nationale 3 en 2000.

## Jeux paralympiques
Alain Ledoux a été membre du Comité olympique belge de 1984 à 2008. Il a participé à trois olympiades en tant que joueur et à deux autres en tant qu'entraîneur et directeur technique.
- Los Angeles 1984: participation en tant que joueur (médaille de bronze)
- Séoul 1988: participation en tant que joueur (médaille de bronze)
- Barcelone 1992: participation en tant que joueur
- Atlanta 1996: participation en tant que joueur (médaille de bronze)
- Athènes 2004: participation en tant qu'entraîneur et directeur technique (médaille d'or pour son équipe et médaille d'argent pour son fils Marc)
- Pékin 2008: participation en tant qu'entraîneur et directeur technique (quelques mois avant son décès)

## Mémorial Alain Ledoux
En 2011, le club la Palette Le Roeulx-Ghislage organise le premier mémorial Alain Ledoux, un tournoi de tennis de table. Le second mémorial Alain Ledoux est organisé 3 ans plus tard, en 2014.